# Scoutsången
Scoutsången (egentligen "De svenska scouternas sång") är en sång som hör till den svenska grenen av scoutrörelsen. Texten skrevs av journalisten och tidningsredaktören Johan Nordling (1863–1938) och musiken av Sigurd Swedberg. Sången består av fyra verser varav vanligen enbart den första och sista versen sjungs.
Punkbandet Mimikry har gjort en punkversion av scoutsången. Låten finns med på albumet Uppsamlingsheatet som kom ut 2005.